# Owstonia maccullochi
Owstonia maccullochi är en fiskart som beskrevs av Whitley, 1934. Owstonia maccullochi ingår i släktet Owstonia och familjen Cepolidae. Inga underarter finns listade i Catalogue of Life.